# Ana-Maria Rizzuto
Ana-Maria Rizzuto (ur. 23 grudnia 1932) – argentyńska psychoanalityk, znana przede wszystkim ze swojej publikacji The Birth of the Living God, która wniosła wiele do zrozumienia obrazu Boga jako obiektu przejściowego i obecnie uchodzi za jedno z najważniejszych dzieł współczesnej psychologii religii.

## Życiorys
Rizzuto obroniła doktorat z zakresu medycyny na uniwersytecie w Córdobie i tam też, w latach 1960–1965, wykładała psychologię rozwojową. Podczas semestru zimowego 1963/64 prowadziła również zajęcia z antropologii pastoralnej w katolickim seminarium duchownym w Córdobie. Doświadczenia zdobyte wśród duchownych zainspirowały ją do podjęcia studiów klinicznych w zakresie nieświadomych reprezentacji Boga. Na jej przekonania w tym względzie duży wpływ wywarł psychoanalityczny nurt teorii relacji z obiektem.
Rizzuto wyemigrowała do Stanów Zjednoczonych, gdzie podjęła badania do studium The Birth of the Living God. W międzyczasie pracowała w kilku różnych klinikach, m.in. w Tufts Medical School, gdzie do roku 1991 piastowała stanowisko profesora psychiatrii. W 1987 roku gościnnie wykładała psychologię religii na wydziale teologicznym Harvardu. Od 2005 roku pełni funkcję „Supervising Analyst” w psychoanalitycznym instytucie New England. Jest także członkiem zarówno amerykańskiej, jak i międzynarodowej wspólnoty psychoanalitycznej CAPS (Center for Advanced Psychoanalytic Studies). Począwszy od 2005 roku, prowadzi prywatną praktykę psychoanalityczną w Brooklinie, Massachusetts.